# Jean-Baptiste Le Roy
Jean-Baptiste Le Roy   (París, 15 d'agost de 1720 - París, 21 de gener de 1800) va ser un científic francès.

## Vida i obra
Le Roy era fill del reconegut rellotger Julien Le Roy i germà d'altres científics notables: el metge Charles Le Roy, l'arquitecte Pierre Le Roy i el rellotger Julien-David Le Roy i, com ells, va rebre una acurada educació del seu pare. Com amic que va ser de Diderot i de D'Alembert, va ser reclutat com editor d'articles científics de l'Encyclopédie per a la qual va redactar més de 130 entrades sobre temes científics i tecnològics.
En la dècada dels 1750's va col·laborar amb Patrice d'Arcy fent estudis sobre l'electricitat i dissenyant el primer electròmetre de repulsió. El 1773 va fer un projecte de reconstrucció de l'hospital Hôtel-Dieu de París, qua va resultar molt polèmic. Per a fer-lo va fer amplis estudis sobre la ventilació, la circulació de l'aire i l'assolellada dels recintes interiors.
El 1789 va ser el receptor de la famosa carta de Benjamin Franklin en la qual deia la coneguda frase de que en aquest món no hi res del tot cert, excepte la mort i els imposts.
Va ser un ferm defensor de les reformes de la Revolució Francesa i, fins a la seva mort, va ser un dels dirigents del Conservatoire National des Arts et Métiers creat per la Revolució el 1794.